# Ofterdingen
Ofterdingen település Németországban, azon belül Baden-Württembergben. Lakosainak száma 5602 fő (2023. december 31.). Ofterdingen Dußlingen, Nehren, Mössingen, Bodelshausen és Rottenburg am Neckar községekkel határos.

## Népesség
A település népessége az elmúlt években az alábbi módon változott:
| Lakosok száma | 2316 | 2645 | 3177 | 3519 | 3755 | 4052 | 4219 | 4493 | 4578 | 5602 |
|               | 1961 | 1967 | 1974 | 1980 | 1987 | 1993 | 2000 | 2006 | 2013 | 2023 |